# Сейлан Аршак Мадоян
Сейлан (з.-арм. Սէյլան) Аршаг Кеворкович Мадоян (з.-арм. Արշակ Գէորգի Մատոյեան; 24 января 1861, Ахалкалаки, Тифлисская губерния, Российская империя—29 марта 1934, Ахалкалаки, Грузинская ССР, СССР) — педагог, писатель, историк.

## Биография

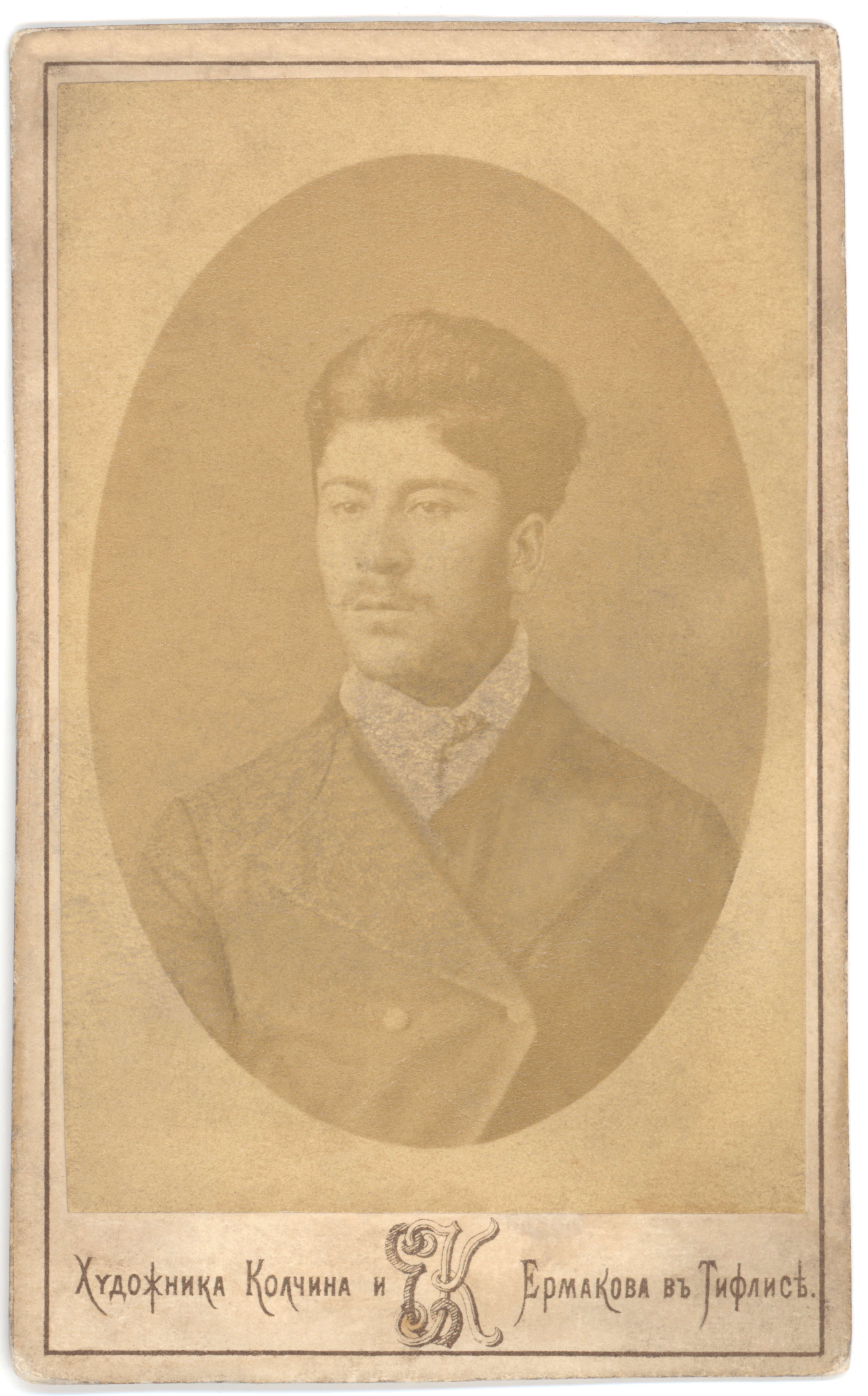

Начальное образование получил на родине. Продолжил и окончил учёбу в армянской семинарии — училище Нерсисян в Тифлисе. Позже учился в Венеции, Константинополе. Получил диплом учителя первого класса Центрального (армянского) училища Константинополя. С 1886 года находился в Сассуне, где основывал школы нового типа, вёл активную деятельность в Смирне, Карине, Трабзоне . В 1910 году с группой европейских учёных поднялся на вершину горы Масис (Арарат) . В 1920—1924 годах преподавал в Джавахке, Ахалкалаки, Цалке, Манглисе. Руководил работами археологической станции Ахалкалакского района. Сейлан записывал народные предания и публиковал их в печати, под псевдонимами Алевуйт Силуан, а также подписывая А. М., В. М. печатал статьи. Является автором нескольких книг, одна из которых («Феррите») утеряна. Главный труд: историко-этнографический очерк Сассун был под запретом и издан посмертно в 1995 году.
Сейлан является отцом литературного критика и переводчика Геворка Мадояна, дедушкой медиевиста, литературного критика и переводчика Аршака Мадояна, лингвиста и переводчика Раздана Мадояна, лингвиста, переводчика Вагаршака Мадояна. Сейлан также дедушка Ани Худавердяна (девичья фамилия Мадоян)[уточнить] Медиевиста[уточнить], литературного критика Геворка Мадояна, экономиста Абета Мадояна: все они доктора наук.

### Труды (на арм. яз.)
- Сассун: историко-этнографическое обозрение (Սասուն. պատմաազգագրական ակնարկ), Ереван, 1990 (запись интернет-каталога библиотек).
- Проблески (Նշմարներ), Ереван, 1999.
- Леон-Император (Լէօն-Կայսր), Александрополь (полный pdf), 1904 г.
- Хайта-Фират (Հայթա-Ֆիրատ), Тифлис (полный pdf), 1904 г.
- Хан-Миран (Խան-Միրան), Тифлис (полный pdf), 1892 г.
- Игра судьбы (Բախտի մէկ խաղը) , Полис (полный PDF-файл), 1890 г.